# サルブーテ

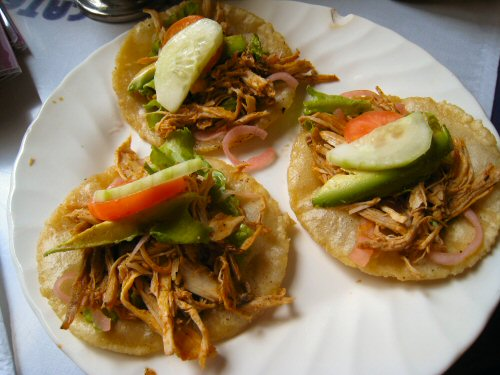
サルブーテ

サルブーテ（salbut、ユカテコ語の「Zaal」(軽い)と「But」(詰め物)から）は、レタス、スライスしたアボカド、ほぐした鶏肉か七面鳥肉、トマト、赤たまねぎのピクルスをトッピングしたふわっと揚げたトルティーヤ。ユカタン半島に由来し、ベリーズの定番料理である。
サルブーテは、主に友人たちのパーティーや家族が外食する夜にもっとも販売される。パヌーチョ、トスターダ、トルタ、カルドを提供するファストフード店ではパヌチェリアと呼ばれる。注文に応じて揚げられてトッピングされ、多くの場合炭酸飲料とともに供される。